# شيغوروي
شيغوروي (باليابانية: シグルイ، بالروماجي: Shigurui) هي سلسلة مانغا يابانية من تأليف ورسم تاكايوكي ياماغوتشي، نشرت من قبل أكيتا شوتين في مجلة تشيبيون ريد [الإنجليزية] منذ اغسطس عام 2003 حتى عام 2006، ثم انتقلت إلى تشيبيون ريد إيتشيغو [الإنجليزية] منذ عام 2007 حتى سبتمبر عام 2010، تم تجمع فصول المانغا في 15 مجلد تانكوبون. أنتجت إلى مسلسل أنمي تلفزيوني من قبل استوديو مادهاوس، عرض الأنمي 19 يوليو عام 2007 واستمر عرضه حتى 12 أكتوبر عام 2007، وتكون من 12 الحلقة.

## القصة
تدور أحداث القصة في عام 1629 في شيزوكا في بداية عصر إيدو، أثناء حكم توكوغاوا تاداناغا الذي أقام بطولة قتالية بالسيوف اليابانية الفولاذية الحقيقية بدلاً من بوكين (سيف خشبي)، في الماضي كانت المباريات تُلعب بالسيوف الخشبية. سيتقاتل فوجيكي جينوسوكي ذو الذراع الواحدة والأعمى إيراكو سيجين في هذه البطولة، كلاهما من تلاميذ إيواموتو كوغان، المعروف بأنه أعظم مبارز في اليابان، كل واحد منهما مصمم على إثبات نفسه كخليفة لمدرسة إيواموتو.

## الشخصيات
غينوسوكي فجيكي (باليابانية: 藤木 源之助، بالروماجي: Fujiki Gennosuke)
أداء صوتي: دايسكي ناميكاوا
سيغين إيراكو (باليابانية: 伊良子 清玄، بالروماجي: Irako Seigen)
أداء صوتي: نوزومو ساساكي
غونزايمون أوشيماتا (باليابانية: 牛股 権左衛門، بالروماجي: Ushimata Gonzaemon)
أداء صوتي: يوساكو يارا
كوغان إيواموتو (باليابانية: 岩本 虎眼، بالروماجي: Iwamoto Kogan)
أداء صوتي: سيزو كاتو
مي إيواموتو (باليابانية: 岩本 三重، بالروماجي: Iwamoto Mie)
أداء صوتي: هوكو كواشيما
السيدة إيكو (باليابانية: いく، بالروماجي: Iku)
أداء صوتي: إمي شينوهارا

## وصلات خارجية
- شيغوروي على موقع فنميشن
- شيغوروي على موقع ANN manga (الإنجليزية)